# Poul Henningsen
Poul Henningsen (9 septembre 1894 – 31 janvier 1967), est un écrivain et architecte danois, qui fut une figure emblématique de la vie culturelle danoise pendant les deux guerres mondiales. Au Danemark, il est surnommé PH.

## Les débuts
Poul Henningsen est le fils illégitime de l'auteure Agnès Henningsen et de l'écrivain satirique Carl Ewald. Il a passé une enfance heureuse dans une maison moderne qui a été souvent visitée par les intellectuels de la région. Entre 1911 et 1917, Poul Henningsen suit une formation d’architecte sans pourtant en obtenir le diplôme.

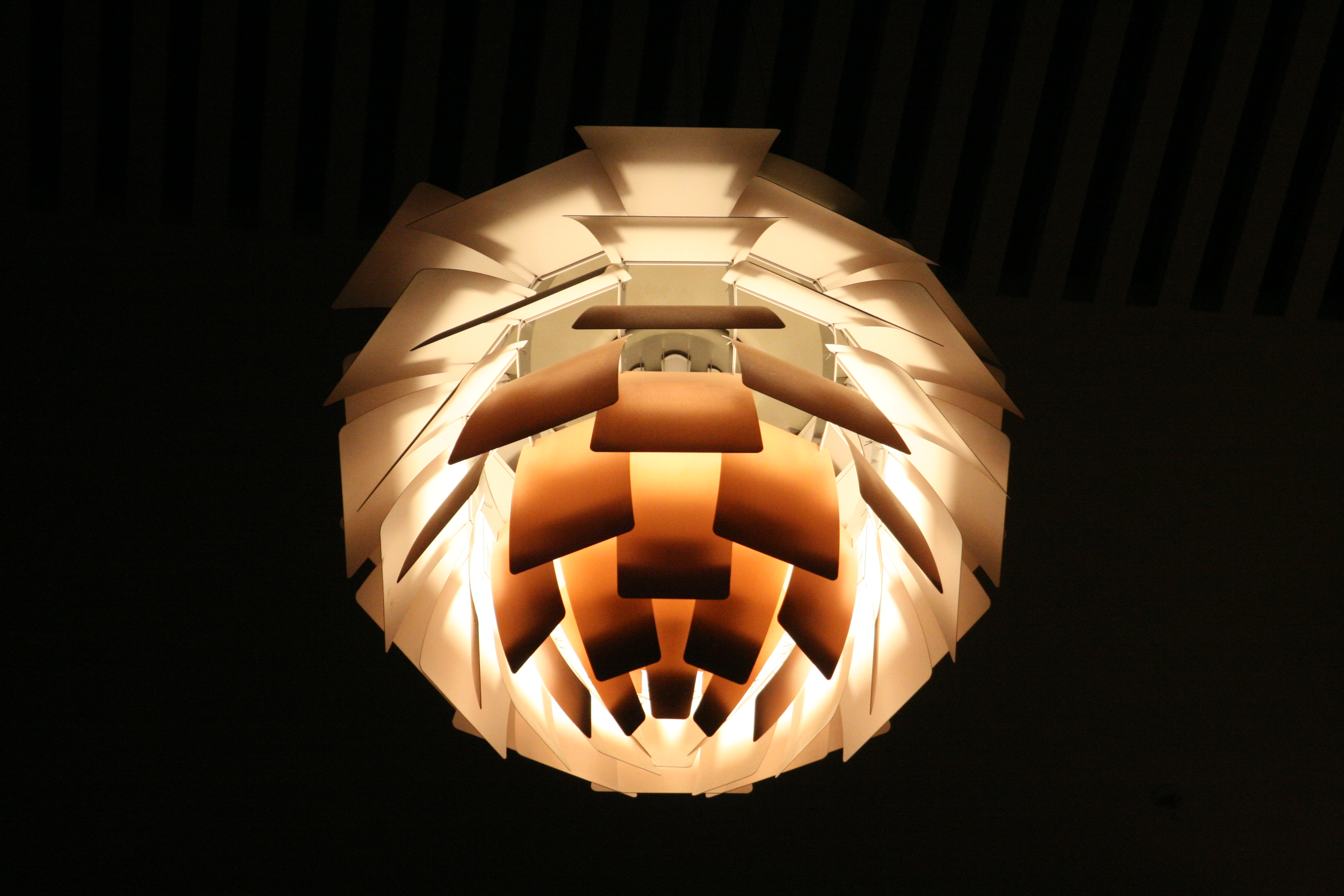
La lampe PH Artichoke, conçue en 1958

## Carrière littéraire
Durant les années 1920, Poul Henningsen a fait sa percée littéraire. Il a édité la revue Kritisk Revy (1926-1928, "Examen critique») dans laquelle lui et ses collègues méprisent le style ancien et le  conservatisme culturel, reliant ainsi les thématiques politiques de l'époque . En même temps, il débute comme écrivain pour une revue sur les bienfaits d'une vie simple, en harmonie avec la nature et une sexualité plus libre . Il était l'homme qui a fait des revues danoises des armes politiques au service de aile gauche sans abandonner son caractère de divertissement (la soi-disant PH-revues 1929-1932). 
En 1933, il édita son ouvrage le plus célèbre Hvad med Kulturen? ("Qu'en est-il de la culture ?") Une critique polémique, audacieuse et urgente de la vie culturelle danoise avec son snobisme et sa nostalgie du passé, en dépit de tous les efforts de la percée du modernisme. Il a essayé de faire un parallèle entre la pruderie,  moralisateurs et penchants fascistes; il a également accusé les sociaux-démocrates de manquer d'une ligne culturelle ferme et conséquente. Ce livre ainsi que ses activités dans son ensemble lui ont donné une réputation de semi-communiste ("compagnon de route"). Dans cette période, il se tenait en fait proche des communistes sans les rejoindre. Il a participé à la propagande anti-fasciste, en essayant toujours de faire des connexions entre la culture et la politique.

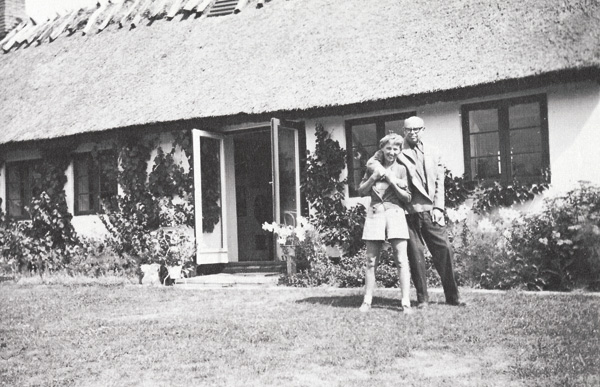
Poul and Inger Henningsen at their country house around 1958

Parmi ses autres initiatives durant cette période, il y a eu Danmarksfilmen en 1935, (en français : Le Film du Danemark) aussi connu comme  Danmarksfilm PH. C'est un film sans prétention et non traditionnel dépeignant la vie contemporaine dans le Danemark d'une manière vivante et un peu irrespectueuse dans lequel les visuels sont saccadés par les rythmes de jazz. Il a été condamné et déchiré par la plupart des critiques, mais il est plus tard réhabilité et est devenu l'un des classiques des films documentaires danois. Il a également écrit des manuscrits de films.
Pendant la Seconde Guerre mondiale et l'Occupation allemande du Danemark il a gardé un profil bas et s'est enfui vers la Suède en 1943.
Après la guerre, il s'est dissocié du communisme qui lui reprochant son humanitarisme de façade dans son attitude lors de l'accord conclu avec les nazis ainsi que pour son scepticisme croissant au sujet de l'Union soviétique et à bien des égards, il a été isolé. Cependant, il a continué à écrire et à débattre, et au cours des années 1960, la nouvelle génération à de nombreux égards a fait de lui une sorte de gourou. Dans ses dernières années, il est devenu un membre de l'Académie danoise et a soutenu le nouveau mouvement des consommateurs.
À bien des égards, Poul Henningsen est l'homme qui a achevé les travaux de Georg Brandes. Au total Poul Henningsen, véritable architecte de la lumière, a créé plus d’une centaine de lampes. Toutes sont éditées par Louis Poulsen, depuis 1924.

## Galerie

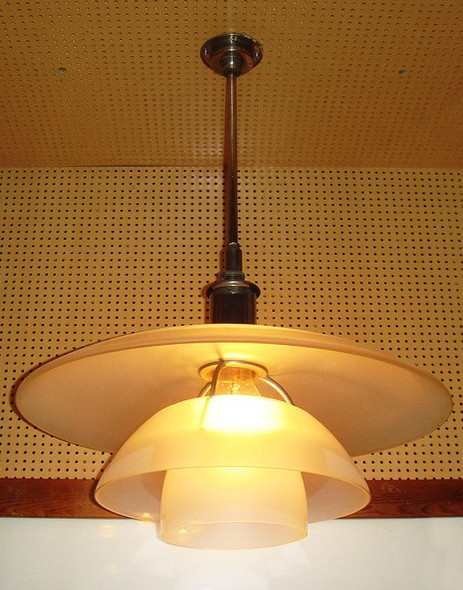
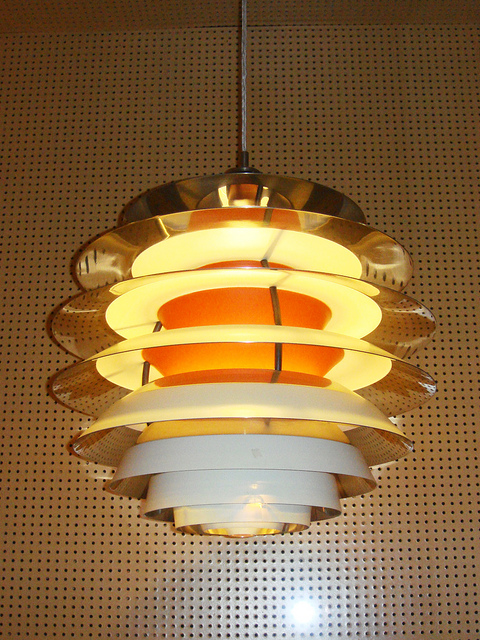
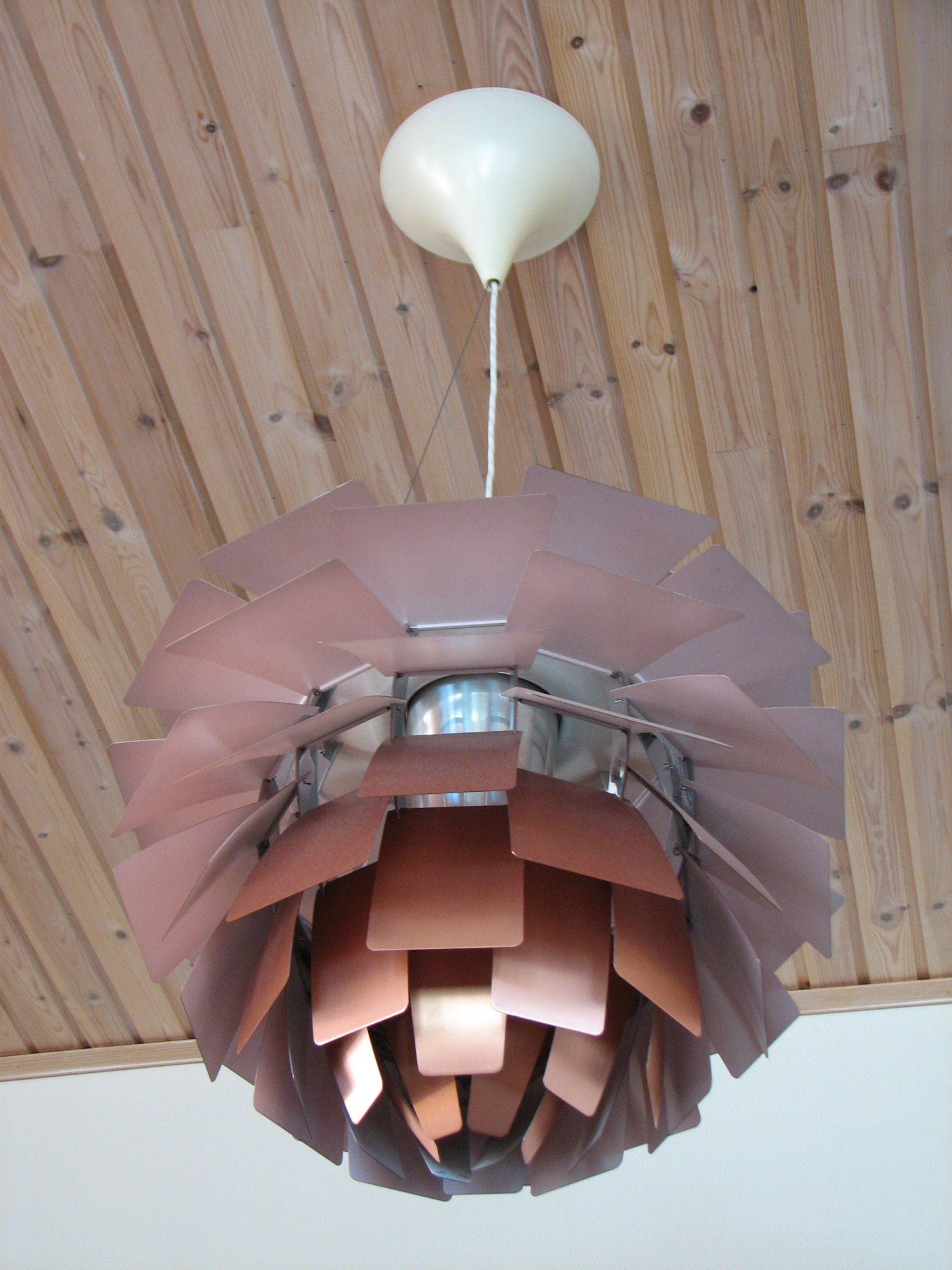
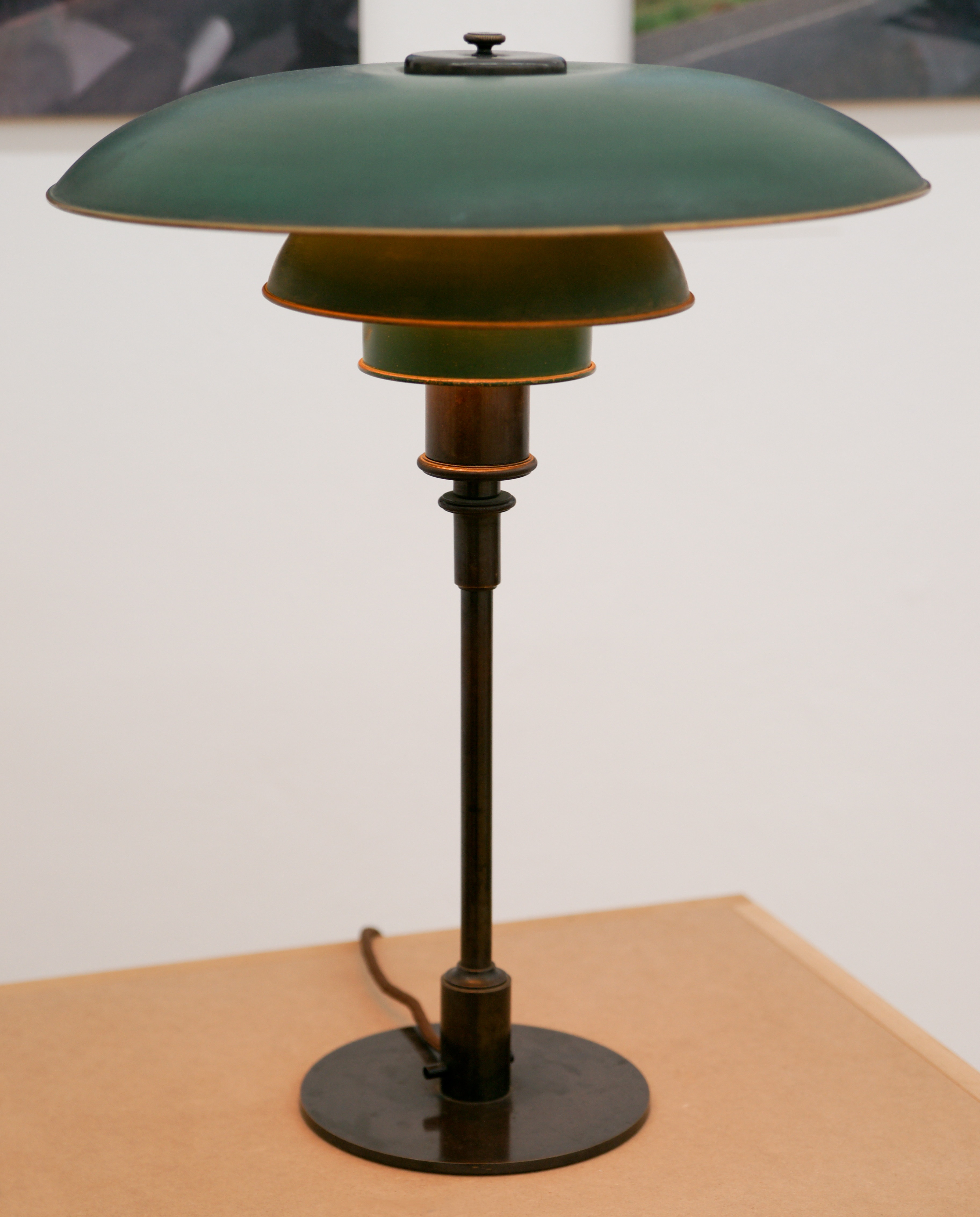
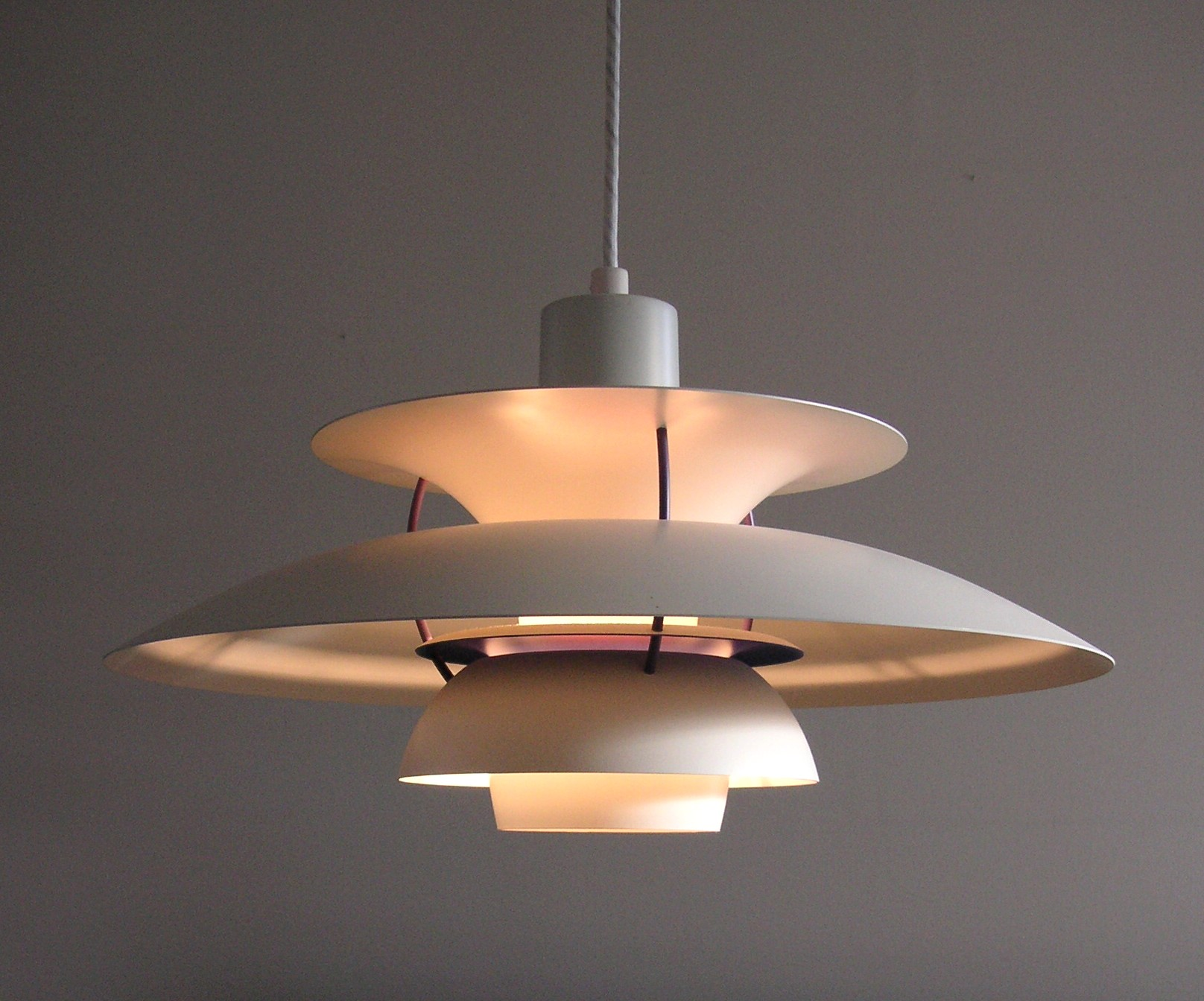

## Citations
- « On dirait bien qu'il ne faut pas faire du mal des autres sentiments, mais peut-être ce monde serait un meilleur endroit où vivre si c'était la raison pour laquelle il ne faut pas faire de mal. »
- « Tout art politique est mauvais - tout bon art est politique. »
- « La foi n'a jamais bougé rien du tout. Il ne fait aucun doute de ce qui bouge. »
- « Le futur vient de par lui-même, pas le progrès. »
- « La seule chose qui sépare l'homme de l'enfant est l'ensemble des valeurs qu'il a perdu au fil des ans. »

## Travaux
- les lampes de PH
- PH Grand Piano & Pianette 1931 www.phpianos.com